# Andrea Anastasi
Pour les articles homonymes, voir Anastasi.
Andrea Anastasi, né le 8 octobre 1960 à Poggio Rusco en Italie est un joueur de volley-ball italien, mesurant 1,85 m et jouant passeur.

## Clubs
| Club            | Pays   | De        | À         |
| --------------- | ------ | --------- | --------- |
| Parme           | Italie | 1977-1978 | 1979-1980 |
| Modène          | Italie | 1980-1981 | 1982-1983 |
| Falconara       | Italie | 1983-1984 | 1986-1987 |
| Sisley Trévise  | Italie | 1987-1988 | 1990-1991 |
| Schio           | Italie | 1991-1992 | 1991-1992 |
| Gioia del Colle | Italie | 1992-1993 | 1992-1993 |

## Palmarès

### En club
- Coupe de la CEV : 1983, 1986, 1991

### Enéquipe nationale d'Italie
- Championnat du monde : 1990
- Championnat d'Europe : 1989
- Ligue mondiale : 1990, 1991